# Глухов, Евгений Владимирович
Евгений Владимирович Глухов (1 марта 1976) — российский футболист, полузащитник.

## Биография
Воспитанник футбольной школы «Геолог» (Тюмень), тренер — Виктор Николаевич Иванов. На взрослом уровне начал выступать в любительской команде «Строитель», затем — в дубле «Динамо-Газовика». В 1996—1998 годах играл во втором дивизионе за «Иртыш» (Тобольск).
Во летнее трансферное окно 1998 года вернулся в «Тюмень», клуб тогда испытывал финансовые проблемы и был безнадёжным аутсайдером высшего дивизиона. Дебютный матч в чемпионате футболист сыграл 15 июля 1998 года против московского «Локомотива», а первый гол забил 22 августа 1998 года в ворота «Балтики». Всего за половину сезона сыграл в 13 матчах высшего дивизиона и забил один гол.
В 1999—2001 годах выступал в первом дивизионе за «Балтику», но основным игроком стать не смог, сыграв за два с половиной сезона 33 матча. Летом 2001 года вернулся в «Тюмень», в её составе провёл полтора сезона во втором дивизионе, затем три года играл на любительском уровне (в 2003 году клуб носил название «СДЮШОР-Сибнефтепровод», а в 2004 году — «СДЮШОР-Газпромбанк».
В 2011 году назначен тренером юношеской команды ФК «Тюмень». В 2013—2014 годах работал администратором мини-футбольного клуба «Тюмень», с 2014 года работает начальником команды.

## Личная жизнь
Сын Егор (род. 1998) тоже занимается футболом, выступает за «Тюмень».